# Hõralaid
Hõralaid ist eine estnische Ostsee-Insel.
Hõralaid liegt vor der Ostküste der Insel Hiiumaa. Sie gehört verwaltungsmäßig zum Dorf Vahtrepa in der Landgemeinde Hiiumaa. Die nächste größere Insel neben Hiiumaa ist Vohilaid (Entfernung 1,5 km).
Hõralaid ist etwas über 20 Hektar groß und derzeit unbewohnt. Die Landschaft ist an der Küste sehr steinig. Im Inneren der Insel befindet sich ein Waldabschnitt mit Waldkiefern und Büschen, der von zeitweilig überfluteten Küstenwiesen umgeben ist. Mehr als 120 verschiedene Arten an Gefäßpflanzen wurden auf Hõralaid festgestellt, darunter auch seltene und geschützte Arten wie das Grosse Zweiblatt, die Grünliche Waldhyazinthe oder die Fliegen-Ragwurz. 